# Maria Lúcia Godoy
Maria Lúcia Godoy (Mesquita, 2 de setembro de 1924 — Belo Horizonte, 16 de maio de 2025) foi uma cantora lírica brasileira. É dela a gravação mais famosa das Bachianas brasileiras nº 5, de Villa-Lobos, compositor no qual se especializou. Teve participação especial nos filmes Os Senhores da Terra, Navalha na Carne e Poeta de Sete Faces — neste último entoando a "Cantiga do Viúvo", música de Villa-Lobos sobre poema de Carlos Drummond de Andrade.

## Biografia
Ainda criança, Maria Lúcia se mudou para Belo Horizonte, onde se formaria em Letras na Universidade Federal de Minas Gerais (UFMG).
Iniciou seus estudos musicais com Honorina Prates e, no Rio de Janeiro, estudou com Pasquale Gambardella. Graças a uma bolsa de estudos, aperfeiçoou-se na Alemanha.
Venceu vários concursos e chegou a ser solista principal do Madrigal Renascentista, com cujo regente, o maestro Isaac Karabtchevsky, foi casada.
Desde então, Maria Lúcia Godoy consagrou-se como cantora de câmara e solista sinfônica, fazendo recitais em grandes metrópoles do Brasil e do mundo.
É considerada uma das maiores cantoras brasileiras de sua geração, pois reúne exímia técnica vocal a seus dons de interpretação, que lhe permitem entoar tanto obras clássicas elaboradas quanto as populares. A celebrada soprano Bidu Sayão chegou a considerá-la "sua única sucessora".
Seu repertório vai de modinhas imperiais a consagrados autores contemporâneos — como Edino Krieger, Cláudio Santoro, Ronaldo Miranda, Marlos Nobre, Waldemar Henrique, Hekel Tavares, Tom Jobim, Milton Nascimento, Chico Buarque de Holanda e Wagner Tiso, entre outros —, passando por cançonetas napolitanas e serestas.
Maria Lucia interpretou, também, importantes papéis do repertório operístico, como Lola (Cavalleria Rusticana), Liú (Turandot), Mimi (La Bohème),  Rosina (O Barbeiro de Sevilha), Siebel (Fausto),  Pamina (Orfeu), Querubino (Bodas de Fígaro), Dorabella (Cosi Fan Tutte), etc. Canta, ainda, obras de grande complexidade, como as canções sinfônicas “Shehérazade", de Maurice Ravel, com a Orquestra Sinfônica de Houston.
Considerada a maior intérprete de Heitor Villa-Lobos — presença obrigatória em seu repertório —, ela gravou as 14 Serestas, a Bachianas nº 5, várias canções e a Suíte Para Voz e Violão.
Ligada culturalmente momentos marcantes da história brasileira, cantou em homenagem ao translado dos restos mortais de dom Pedro 1º ao Brasil, no Mosteiro dos Jerônimos (Lisboa). Convidada pelo presidente Juscelino Kubitschek, apresentou-se na cerimônia de inauguração de Brasília. No enterro do Diretor Glauber Rocha cantou Bachianas brasileiras nº 5, de Villa-Lobos.
Foi condecorada com a Grã-Cruz da Inconfidência, pelo governo de Minas Gerais. No dia 19 de dezembro de 2002 recebeu a Medalha de Honra da UFMG em cerimônia presidia pela reitora Ana Lúcia Almeida Gazzola no auditório da reitoria da universidade. No dia 15 de setembro de 2016 recebeu o título de Doutor Honoris Causa pela UFMG, em cerimônia presidida pelo Magnífico Reitor Jaime Arturo Ramírez no auditório da Reitoria da Universidade.

## Morte
Faleceu no dia 16 de maio de 2025 em Belo Horizonte, vítima de Sepse.